# マルチ・ジプシー
ジプシー (GYPSY)は、マルチ・スズキが製造・販売している自動車であり、スズキ・ジムニーのロングボディ版に相当する。

## 概要
1985年、2代目ジムニーをベースとしてインドで製造・販売を開始した。ベース車に対して、ホイールベースは345mm、全長は815mm、全幅は145mm、全高は145mmも増大している。

## 車名
「ジプシー (GYPSY)」は、ヨーロッパで生活している移動型民族を指す民族名「ジプシー (gypsy)」に由来している。